# En la sombra de la Luna
En la sombra de la Luna (título original en inglés: In the Shadow of the Moon) es un documental británico de 2006 que trata sobre las misiones tripuladas a la Luna llevadas a cabo en el marco del Programa Apolo estadounidense. Fue estrenada en el Festival de Cine de Sundance de 2007, donde ganó el Premio de la audiencia al cine mundial. En marzo de 2008, fue la primera película en ganar el Sir Arthur Clarke Award para mejor película. Tuvo una distribución limitada en Estados Unidos el 7 de septiembre de 2007 y en Canadá el 19 de octubre de 2007. Fue lanzada en DVD en Estados Unidos el 22 de febrero de 2008 y el 31 de marzo del mismo año en el Reino Unido.

## Trama
En la sombra de la Luna hace un seguimiento a cada misión tripulada de la NASA a la Luna a fines de los años 1960 e inicios de los años 1970. El documental revisa material fílmico disponible para el público cuando las misiones se llevaron a cabo, así como también filmes y materiales que no habían sido mostrados al público por más de 30 años; los cuales han sido digitalmente restaurados para video de alta definición. El archivo de audio y video está complementado con entrevistas con los astronautas que caminaron sobre la luna.

## Participantes
Diez de los veinticuatro astronautas que orbitaron o aterrizaron en la Luna aparecen en cámara. Seis de los restantes catorce astronautas que alcanzaron cierta proximidad con la Luna habían fallecido para la época de la filmación. Los ocho restantes no aparecieron en la película. Todas las misiones tripuladas del Programa Apolo, con la excepción de Apolo 7, que era una misión para orbitar la Tierra, fueron representadas en el documental. La película es presentada por Ron Howard, pero no existe una narración durante ella.

### Apolo 11
- Buzz Aldrin, Piloto del módulo lunar
- Michael Collins, Piloto del módulo de mando y servicio

### Apolo 12
- Alan Bean, Piloto del módulo lunar

### Apolo 13
- Jim Lovell, Comandante (también en Apolo 8)

### Apolo 14
- Edgar Mitchell, Piloto del módulo lunar

### Apolo 15
- David Scott, Comandante (también en Apolo 9)

### Apolo 16
- John W. Young, Comandante (también en Apolo 10)
- Charles Duke, Piloto del módulo lunar  (también en Apolo 11)

### Apolo 17
- Eugene Cernan, Comandante (también en Apolo 10)
- Harrison Schmitt, Piloto del módulo lunar

## Recepción
Los críticos dieron al documental reseñas positivas. Así, Metacritic informó que In the Shadow of the Moon tenía una calificación promedio de 84 sobre 100, sobre la base de 34 reseñas, con lo cual clasificó la recepción de la película como de "aclamación universal".
Entertainment Weekly calificó la película con una A y su crítico Owen Gleiberman comentó que ver la película "fue como viajar a la Luna y regresar" Los Angeles Times declaró que el documental era una "película fresca y atractiva, hecha con inteligencia y emoción." Mientras que The Hollywood Reporter concluyó que "el valor de esta película, no solo para los espectadores actuales, sino también para las generaciones futuras, era simplemente enorme."